# 通达戈县
通达戈县，是泰国南部春蓬府的一个县。总面积335.0平方公里，总人口23535人，人口密度70.3人/平方公里（2005年）。

## 行政区划
通达戈县辖有4个区，35个村。